# Jeffersonville (Vermont)
Jeffersonville es una villa ubicada en el condado de Lamoille en el estado estadounidense de Vermont. En el año 2010 tenía una población de 729 habitantes y una densidad poblacional de 347,14 personas por km².

## Geografía
Jeffersonville se encuentra ubicado en las coordenadas 44°38′38″N 72°49′45″O / 44.64389, -72.82917.

## Demografía
Según la Oficina del Censo en 2000 los ingresos medios por hogar en la localidad eran de $38,333 y los ingresos medios por familia eran $48,929. Los hombres tenían unos ingresos medios de $35,375 frente a los $23,036 para las mujeres. La renta per cápita para la localidad era de $20,323. Alrededor del 6.6% de la población estaba por debajo del umbral de pobreza.